# Пољана (Врбовско)
Пољана (хрв. Poljana) је насељено место у саставу града Врбовско, Приморско-горанска жупанија, Хрватска.

## Историја
До територијалне реорганизације у Хрватској била је у саставу старе општине Врбовско.

## Становништво
У попису становништва из 2011. године, Пољана је имала 8 становника.
| Број становника према пописима | Број становника према пописима | Број становника према пописима | Број становника према пописима | Број становника према пописима | Број становника према пописима | Број становника према пописима | Број становника према пописима | Број становника према пописима | Број становника према пописима | Број становника према пописима | Број становника према пописима | Број становника према пописима | Број становника према пописима | Број становника према пописима | Број становника према пописима |
| ------------------------------ | ------------------------------ | ------------------------------ | ------------------------------ | ------------------------------ | ------------------------------ | ------------------------------ | ------------------------------ | ------------------------------ | ------------------------------ | ------------------------------ | ------------------------------ | ------------------------------ | ------------------------------ | ------------------------------ | ------------------------------ |
| 1857                           | 1869                           | 1880                           | 1890                           | 1900                           | 1910                           | 1921                           | 1931                           | 1948                           | 1953                           | 1961                           | 1971                           | 1981                           | 1991                           | 2001                           | 2011                           |
| 0                              | 0                              | 0                              | 19                             | 24                             | 19                             | 27                             | 31                             | 19                             | 17                             | 17                             | 8                              | 20                             | 13                             | 14                             | 8                              |

Напомена: Све до 1948. године исказивано под именом Глади. Године 1857. и 1869. подаци су садржани у насељу Вучинићи, а 1880. у насељу Драговићи. Све до 1948. године исказивано као део насеља. Године 2001. увећан за део атара насеља Врбовско, који садржи део података од 1890. до 1991.

## Књижевност
- Савезни завод за статистику и евиденцију Савезне Републике Југославије и СФРЈ, попис становништва 1948, 1953, 1961, 1971, 1981. и 1991. године.
- Књига: „Етнички и вјерски састав становништва Хрватске, 1880-1991: по насељима, аутор: Јаков Гело, издавач: Државни завод за статистику Републике Хрватске, 1998.,  953-6667-07-X,  978-953-6667-07-9;